# Jhojan García
Jhojan Orlando García Sosa (Bogota, 10 januari 1998) is een Colombiaans wielrenner die anno 2022 rijdt voor het Spaanse Caja Rural-Seguros RGA.

## Carrière
In 2014 won García een etappe en het eindklassement in de Ronde van Colombia voor nieuwelingen, twee jaar later won hij die voor junioren.
In 2017 werd hij prof bij Manzana Postobón Team. In zijn eerste profseizoen nam hij onder meer deel aan de Brabantse Pijl en de Ronde van Madrid.

## Belangrijkste overwinningen
2019
Jongerenklassement Ronde van Madrid

## Resultaten in voornaamste wedstrijden
| Jaar | Ronde van Italië | Ronde van Frankrijk | Ronde van Spanje |
| ---- | ---------------- | ------------------- | ---------------- |
| 2020 |                  |                     | 71e              |
| 2021 |                  |                     |                  |
| 2022 |                  |                     |                  |

| Jaar | Clásica San Sebastián |
| ---- | --------------------- |
| 2020 |                       |
| 2021 |                       |
| 2022 | opgave                |

## Ploegen
- 2017 –  Manzana Postobón Team
- 2018 –  Manzana Postobón Team
- 2019 –  Manzana Postobón Team
- 2020 –  Caja Rural-Seguros RGA
- 2021 –  Caja Rural-Seguros RGA
- 2022 –  Caja Rural-Seguros RGA
- 2023 –  Caja Rural-Seguros RGA
- 2024 –  Colombia Potencia de la Vida-Strongman

Aguirre · Amador · Bohórquez · Bol · García · Higuita · Molano · Orjuela · Osorio · Paredes · Piedra · Reyes · Sierra · Suaza · Vilela · Villegas · Chía (stagiair) · Rivera (stagiair) · Ruiz (stagiair)
Aguirre · Amador · Bohórquez · Bol · Duarte · García · Higuita · Molano · Orjuela · Osorio · Paredes · Parra · Reyes · Sierra · Suaza · Vilela · Villegas
Amezqueta · Aular · Bagües · Barceló · Barrenetxea · Calle · Cepeda · Cuadros · Etxeberria · García · González · Johnston · Lastra · Leitão · Martín · Murguialday · Nicolau · Nieve · Pira · Prades ·Schlegel  · Balderstone (stagiair) · López de Abetxuko (stagiair) · López (stagiair)
Amezqueta · Aular · Babor · Balderstone · Barceló · Barrenetxea · Bárta · Cepeda · Etxeberria · García · González · Hailemichael · Johnston · Leitão · López · Martín · Murguialday · Nicolau · Pira · Prades ·Schlegel  · Sorarrain (vanaf 31/7) · Guardeño (stagiair) · Ibáñez (stagiair) · Silva (stagiair)